# Carl Friedrich Parcus
Carl Friedrich Parcus (* 4. Januar 1815 in Mainz; † 23. September 1881 in Darmstadt) war ein hessischer Landrat.

## Familie
Er war der Sohn der Staatsprokurators und Abgeordneten Johann Jakob Parcus (1790–1854) und dessen Ehefrau Louise Katharina Adelaide geborene Köler (1793–1875). Parcus war evangelisch.

## Karriere
Parcus studierte an der Universität Gießen Rechtswissenschaften und begann nach dem Studium eine Laufbahn in der Verwaltung des Großherzogtums Hessen als Regierungskanzlist. 1845 wurde er Sekretär des Kreises Worms. Nach der durch die Revolution von 1848 im Großherzogtum Hessen ausgelösten Verwaltungs- und Gebietsreform der mittleren Ebene wechselte er in die Regierungskommission des Regierungsbezirks Mainz unter dem späteren Ministerpräsidenten Reinhard Carl Friedrich von Dalwigk. Als der Regierungsbezirk Worms aus dem Mainzer Regierungsbezirk 1850 ausgegründet wurde, wechselte er nach dort. Nach der Rücknahme der Verwaltungs- und Gebietsreform 1852 übernahm provisorisch, 1854 dann endgültig, das Amt des Kreisrats des Kreises Bingen, eine Position, in der er bis zum Berufsende blieb. 1881 ging er mit dem Titel eines Großherzoglich Hessischen Geheimen Regierungsrates in den Ruhestand.